# Камс, Франсиско
Франси́ско Энри́ке Камс Орти́с (исп. Francisco Enrique Camps Ortiz; род. 28 августа 1962, Валенсия) — испанский политик, член Народной партии. В 2003—2011 годах — премьер-министр автономного сообщества Валенсия.

## Биография
Камс изучал юриспруденцию в Университете Валенсии и в 1982 году вступил в Народный альянс, партию-предшественницу Народной партии. В 1991—1996 годах работал в городском правительстве Валенсии, возглавляя транспортное ведомство. На парламентских выборах 1996 года получил мандат депутата и занял должность государственного секретаря по территориальному управлению в первом кабинете Хосе Марии Аснара. В феврале 1997 года сложил полномочия депутата, чтобы занять пост министра культуры и образования в региональном правительстве Валенсии под руководством Эдуардо Сапланы. Работал в этой должности до 1999 года. На парламентских выборах 2000 года вновь был избран в Конгресс депутатов и был назначен его вице-президентом. В 2002 году вновь досрочно сложил полномочия депутата, чтобы вновь войти в состав регионального правительства Валенсии. В 2003 году Камс возглавил избирательный список Народной партии на региональных парламентских выборах, и его партия добилась на этих выборах абсолютного большинства. В июле 2003 года Камс был избран председателем регионального правительства Валенсии, переизбирался на эту должность в 2007 и 2011 годах. В 2004 году был избран председателем регионального отделения Народной партии в Валенсии. 20 июля 2011 года заявил о своей отставке с обоих постов в связи с обвинениями в коррупции, выдвинутыми против него по делу Гюртель Бальтасаром Гарсоном.
В деле Гюртель фигурировала информация о том, что Камс принял в качестве подарка костюмы и другие предметы одежды на сумму в 12 тысяч евро. Первоначально Капс отвергал факт коррупции, настаивая на том, что сам оплатил указанную одежду, но впоследствии признал факт получения подарка и был вызван в Высшую судебную палату Валенсии для дачи показаний в качестве обвиняемого по делу вместе с тремя другими членами Народной партии. Через несколько недель следствие по делу Камса было прекращено ввиду отсутствия улик, подтверждавших связь между получением костюмов и размещением государственных заказов по делу Гюртель. Следствие было возобновлено после того, как стало известно о дружеских отношениях, связывавших Камса с одним из двух судей, принявших постановление о прекращении следствия. Открытие производства по делу Камса было намечено на осень 2011 года. В партийных кругах Камсу рекомендовали признать вину и выплатить штраф во избежание судебного преследования, чтобы остаться на посту премьер-министра, однако он предпочёл сложить полномочия, чтобы доказать в суде свою невиновность.